# Myrmobomyia
Myrmobomyia is een geslacht van vliesvleugeligen uit de familie Eulophidae. De wetenschappelijke naam van dit geslacht is voor het eerst geldig gepubliceerd in 2005 door Gumovsky & Boucek.

## Soorten
Het geslacht Myrmobomyia is monotypisch en omvat slechts de volgende soort:
- Myrmobomyia malayana Gumovsky & Boucek, 2005